# 康定拉拉藤
康定拉拉藤（学名：Galium prattii）为茜草科拉拉藤属下的一个种。

## 扩展阅读
- 維基物種上的相關：康定拉拉藤